# Vrsar
Vrsar (italiensk: Orsera, tysk: Orser) er en by og kommune i Kroatien med omkring 2.100 indbyggere. Den er beliggende på den vestlige kyst af halvøen Istrien, 40 km nord for halvøens største by Pula.
Byen har flere gange været start- og målby ved cykelløbet Istrian Spring Trophy.

## Personer fra Vrsar
- Lino Červar, håndboldtræner